# AFI's 100 Years... 100 Movie Quotes
 (mai 2025).
Motif : Il conviendrait d'indiquer également les répliques originales, et éventuellement les personnages et interprètes.
L'American Film Institute a établi une liste des 100 meilleures répliques du cinéma américain (100 Years... 100 Movie Quotes), qui fut d'abord dévoilée en 2005 sur la chaîne CBS, après la décision d'un jury de 1 500 personnes.
Les répliques étant originellement en anglais, seront traitées ici les versions françaises officielles de ces répliques quand elles existent.

## Liste
1. « Franchement, ma chère, c'est le cadet de mes soucis. » Autant en emporte le vent (1939)
2. « Je vais lui faire une offre qu'il ne pourra pas refuser. » Le Parrain (1972)
3. « Tu comprends pas ! J'aurais pu avoir de la classe, j'aurais pu être un champion. J'aurais pu être quelqu'un au lieu de n'être qu'un tocard, ce que je suis. » Sur les quais (1954)
4. « Nous ne devons plus être au Kansas, qu'en penses-tu ? » Le Magicien d'Oz (1939)
5. « À tes beaux yeux » Casablanca (1942)
6. « Vas-y, fais-moi plaisir ! (en) » Le Retour de l'inspecteur Harry (1983)
7. « Voilà, M. DeMille, je suis prête pour mon gros plan ! » Boulevard du crépuscule (1950)
8. « Que la Force soit avec toi. » Star Wars, épisode IV : Un nouvel espoir (1977)
9. « Bouclez vos ceintures de sauvetage, la nuit va être mouvementée ! » Ève (1950)
10. « C'est à moi que tu parles ? » Taxi Driver (1976)
11. « Ce que nous avons ici, c'est un manque de communication. » Luke la main froide (1967)
12. « J'aime l'odeur du napalm au petit matin. » Apocalypse Now (1979)
13. « L'amour, c'est n'avoir jamais à dire qu'on est désolé. » Love Story (1970)
14. « L'étoffe dont sont faits les rêves. » Le Faucon maltais (1941)
15. « E.T. téléphone maison. » E.T. l'extra-terrestre (1982)
16. « Ils disent courtoisement Monsieur Tibbs ! » Dans la chaleur de la nuit (1967)
17. « Rosebud. » Citizen Kane (1941)
18. « Maman, je suis le maître du monde ! » L'enfer est à lui (1949)
19. « Je suis fou de rage et je commence à en avoir ras le bol de tout ça ! » Network : Main basse sur la télévision (1976)
20. « Je sens, très cher, que nous vivons le début d'une très belle amitié. » Casablanca (1942)
21. « J'ai dégusté son foie avec des fèves au beurre, et un excellent chianti. » Le Silence des agneaux (1991)
22. « Mon nom est Bond, James Bond. » James Bond 007 contre Dr No (1962)
23. « Je reste auprès de ceux que j'aime. » Le Magicien d'Oz (1939)
24. « Je suis belle ! C'est le cinéma qui est devenu un monstre. » Boulevard du crépuscule (1950)
25. « Gagne-moi le blé ! » Jerry Maguire (1996)
26. « Et si vous veniez en haut des fois, pour aller me voir ? » Lady Lou (1933)
27. « Je marche ici ! Je marche ici ! » Macadam Cowboy (1969)
28. « Joue, Sam… Joue As Time Goes By… » Casablanca (1942)
29. « Vous ne l'encaissez pas la vérité ! » Des hommes d'honneur (1992)
30. « Je veux être seule. » Grand Hotel (1932)
31. « Après tout, demain le soleil luira encore ! » Autant en emporte le vent (1939)
32. « Arrêtez les suspects habituels. » Casablanca (1942)
33. « Donnez-moi la même chose qu’elle. » Quand Harry rencontre Sally (1989)
34. « Si vous avez besoin de moi, vous n'avez qu'à siffler. Vous savez siffler, Steve ? Vous rapprochez vos lèvres comme ça et vous soufflez ! » Le Port de l'angoisse (1944)
35. « Il vous faudrait un plus gros bateau... » - Les Dents de la mer (1975)
36. « Insignes ? Nous n'avons pas d'insigne ! Nous n'avons pas besoin d'insigne ! Je n'ai pas à vous montrer de fichu insigne ! » Le Trésor de la Sierra Madre (1948)
37. « Je reviendrai. » Terminator (1984)
38. « Aujourd'hui, je me considère comme l'homme le plus chanceux du monde. » Vainqueur du destin (1942)
39. « Si tu le construis, il viendra. » Jusqu'au bout du rêve (1989)
40. « Maman disait toujours : la vie, c'était comme une boîte de chocolats, on ne sait jamais sur quoi on va tomber. » Forrest Gump (1994)
41. « Nous dévalisons des banques. » Bonnie and Clyde (1967)
42. « Les Plastiques. » Le Lauréat (1967)
43. « Nous aurons toujours Paris. » Casablanca (1942)
44. « Je vois des gens qui sont morts. » Sixième Sens (1999)
45. « Stella ! Hé, Stella ! » Un tramway nommé Désir (1951)
46. « Oh ! Jerry, ne demandons pas la lune, nous avons les étoiles. » Une femme cherche son destin (1942)
47. « Shane. Shane. Reviens ! » L'homme des vallées perdues (1953)
48. « Eh bien... personne n'est parfait ! » Certains l'aiment chaud (1959)
49. « Il est vivant ! Il est vivant ! » Frankenstein (1931)
50. « Houston, nous avons un problème. » Apollo 13 (1995)
51. « Tu dois te poser qu'une question : est-ce que je tente ma chance, ou pas ? Alors, tu la tentes ou pas ? » L'Inspecteur Harry (1971)
52. « Tu m'as eu sur ton 'bonsoir'. » Jerry Maguire (1996)
53. « Quand j’étais en Afrique, j’ai tué un éléphant en pyjama. Comment un éléphant a-t-il fait pour mettre un pyjama... Je ne saurai jamais ! » L'Explorateur en folie (1930)
54. « On ne pleure pas au baseball ! » Une équipe hors du commun (1992)
55. « Ben dis donc... ben dis donc... » Annie Hall (1977)
56. « Le meilleur ami d'un garçon est sa mère. » Psychose (1960)
57. « Vive la cupidité ! » Wall Street (1987)
58. « Garde tes amis près de toi, et tes ennemis encore plus près. » Le Parrain, 2e partie (1974)
59. « Je jure devant Dieu que je ne connaîtrai jamais plus la faim ! » Autant en emporte le vent (1939)
60. « Eh bien, tu m'as encore fichu dans un beau pétrin ! » Les Compagnons de la nouba (1933)
61. « Elle va cracher, ma vieille frangine ! » Scarface (1983)
62. « Quel bordel. » La Garce (1949)
63. « Madame Robinson, vous essayez de me séduire, n'est-ce pas ? » Le Lauréat (1967)
64. « Messieurs, vous ne pouvez vous battre ici ! C'est la Salle de Guerre. » Docteur Folamour (1964)
65. « Élémentaire, mon cher Watson. » Le Retour de Sherlock Holmes (1929)
66. « Ne me touchez pas avec vos sales pattes, maudits singes ! » La Planète des singes (1968)
67. « De tous les bars, de toutes les villes dans le monde, il fallait qu’elle entrât dans le mien ! » Casablanca (1942)
68. « Coucou chérie ! » Shining (1980)
69. « Ils sont là ! » Poltergeist (1982)
70. « C'est sans danger ? » Marathon Man (1976)
71. « Attendez un peu, vous n'avez encore rien entendu ! » Le Chanteur de jazz (1927)
72. « Pas de cintres en fil de fer, jamais ! » Maman très chère (1981)
73. « Mère de miséricorde, est-ce donc la fin de Rico ? » Le Petit César (1930)
74. « Laisse tomber Jack, c'est Chinatown. » Chinatown (1974)
75. « J'ai toujours eu foi en la bonté des inconnus. » Un tramway nommé Désir (1951)
76. « Hasta la vista, baby. » Terminator 2 : Le Jugement dernier (1991)
77. « Le Soleil Vert c'est de la chair humaine ! » Soleil vert (1973)
78. « Ouvre les portes du vaisseau, HAL. » 2001, l'Odyssée de l'espace (1968)
79. « Striker : Mais enfin, vous ne pouvez pas être sérieux. Rumack : Je suis sérieux... et ne m'appelez pas Mézenfin. » Y a-t-il un pilote dans l'avion ? (1980)
80. « Adrian ! » Rocky (1976)
81. « Salut, beauté. » Funny Girl (1968)
82. « Toge ! Toge ! » Animal House (1978)
83. « Écoutez-les, ces enfants de la nuit. Écoutez leur musique... » Dracula (1931)
84. « C'est la Belle qui a tué la Bête. » King Kong (1933)
85. « Mon précieux. » Le Seigneur des anneaux : Les Deux Tours (2002)
86. « Attica ! Attica ! » Un après-midi de chien (1975)
87. « Sawyer, tu pars jeune, mais tu dois devenir une star ! » - 42e rue (1933)
88. « Écoutez-moi, monsieur. Vous êtes mon prince charmant. Ne l'oubliez pas. Vous allez me ramener sur ce cheval, je serai juste derrière vous, vous tenant bien, et nous nous en irons loin, loin d'ici ! » La Maison du lac (1981)
89. « Va voir les gars et dis-leur de tout donner et gagner pour le Gipper. » - Knute Rockne, All American (1940)
90. « Une vodka-martini. Au shaker, pas à la cuillère. » Goldfinger (1964)
91. « Qui vient en premier ? » Show Boat en furie (1945)
92. « L'histoire de Cendrillon. Sortant de nulle part. Un ancien gardien du green, maintenant sur le point de devenir champion. Ça a l'air d'un miracle... c'est dans le trou ! C'est dans le trou ! C'est dans le trou ! » Le Golf en folie (1980)
93. « La vie est un banquet, et la plupart des pauvres minables meurent de faim ! » - Ma tante (1958)
94. « À moi l'ivresse, l'ivresse de la vitesse ! » Top Gun (1986)
95. « Carpe Diem. Profitez du jour présent. Que vos vies soient extraordinaires. » - Le Cercle des poètes disparus (1989)
96. « Désamourache-toi ! » Éclair de lune (1987)
97. « Ma mère vous remercie. Mon père vous remercie. Ma sœur vous remercie. Et je vous remercie. » La Glorieuse Parade (1942)
98. « On ne laisse pas Bébé dans un coin. » Dirty Dancing (1987)
99. « Tu tomberas bientôt dans mes griffes, et ton chien aussi ! » Le Magicien d'Oz (1939)
100. « Je suis le maître du monde ! » Titanic (1997)